# Nova Vas (Poreč)
Pour les articles homonymes, voir Nova Vas.
 (mai 2020).
Nova Vas (en italien : Villanova) est une localité de Croatie située en Istrie, dans la municipalité de Poreč, dans le comitat d'Istrie. 
En 2001, la localité comptait 341 habitants.

## Démographie
| 1948 | 1953 | 1961 | 1971 | 1981 | 1991 | 2001 |
| ---- | ---- | ---- | ---- | ---- | ---- | ---- |
| 273  | 221  | 205  | 201  | 210  | 233  | 341  |